# Triangolo di Ferro (Vietnam)

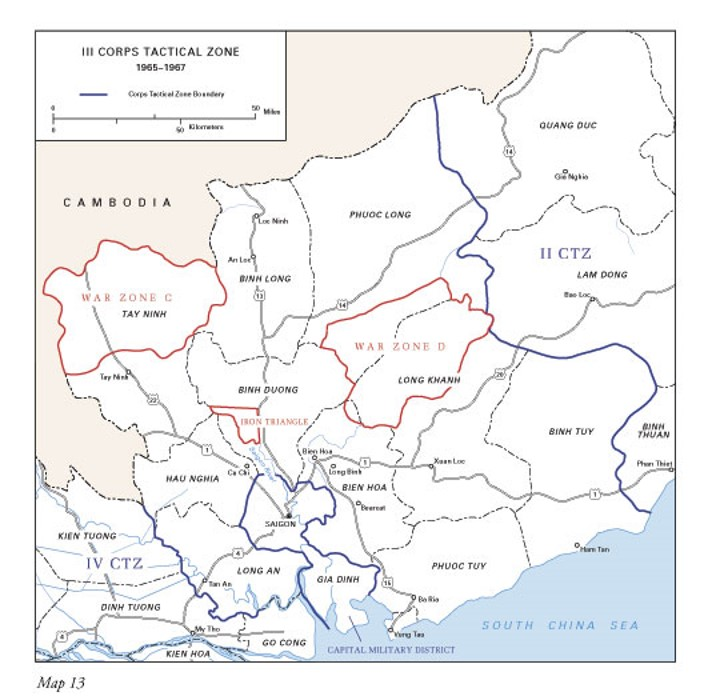
Mappa dell'esercito americano con evidenziate le zone C, D ed il triangolo di ferro, circa 1965-1967

Il Triangolo di Ferro era un'area di circa 60 miglia quadrate (155 km²) nella provincia di Binh Duong in Vietnam, chiamata così a causa della forte attività del Viet Minh durante la guerra d'Indocina. 
Quest'area rimase una roccaforte delle forze comuniste anche durante la guerra del Vietnam; i reparti viet cong nel corso del conflitto mantennero costantemente il controllo della regione nonostante le ripetute operazioni di ricerca e distruzione sferrate dalle truppe americane che raggiunsero solo risultati del tutto transitori senza intaccare realmente il predominio viet cong. 